# آرچیمبولدو ۶۵۵۶
سیارک ۶۵۵۶ (به انگلیسی: 6556 Arcimboldo، نامگذاری:1989YS6) شش هزار و پانصد و پنجاه و ششمین سیارک کشف شده‌است که در ۲۹ دسامبر ۱۹۸۹ کشف شد.
قدر مطلق سیارک برابر ۱۳٫۸۰ است.